# Weronika Igorewna Skworzowa

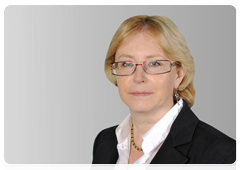
Weronika Skworzowa

Weronika Igorewna Skworzowa (russisch Вероника Игоревна Скворцова; * 1. November 1960 in Moskau) ist eine russische Ärztin und Politikerin. Sie war vom 21. Mai 2012 bis zum 21. Januar 2020 Ministerin für Gesundheit der Russischen Föderation. 
Skworzowa studierte Medizin am Moskauer Medizinischen Institut, wo sie 1988 auch promovierte. Seit 1997 hat sie eine Professur für Neurologie und Neurochirurgie inne. 1999 war sie Mitbegründerin der russischen Vereinigung gegen den Schlaganfall (Национальная ассоциация по борьбе с инсультом), sie ist auch Mitglied des Direktoriums der World Stroke Organization.
Von 2005 bis 2008 war Skworzowa Gründerin und Direktorin des Instituts für Schlaganfallforschung an der Russischen Staatlichen Medizinischen Universität.
Im Juli 2008 wurde Skworzowa zur stellvertretenden Ministerin für Gesundheit und Soziales ernannt und seit dem 21. Mai 2012 ist sie Ministerin für Gesundheit in der Regierung der Russischen Föderation.
Im Juli 2012 wurden in deutschsprachigen Medien Äußerungen von Skworzowa zum Thema Homosexualität wiedergegeben. Danach habe sie gesagt, Homosexualität sei „zum Teil eine Krankheit“. Homosexuelle Personen sollten zwar nicht diskriminiert werden, aber „die jüngere Generation sollte vor den pathologischen Repräsentanten des Homosexualismus geschützt werden“.
Am 22. Januar 2020 wurde Skworzowa zur Leiterin der Föderalen Agentur für Medizin und Biologie der RF ernannt. Seit 2014 ist sie korrespondierendes Mitglied der Russischen Akademie der Wissenschaften.